# Psephellus dealbatus
Psephellus dealbatus là một loài thực vật có hoa trong họ Cúc. Loài này được (Willd.) K.Koch miêu tả khoa học đầu tiên năm 1851.